# ليون فيليبس
ليون فيليبس هو شخصية أعمال هولندي، ولد في 29 أكتوبر 1794 في زالتبومل في هولندا، وتوفي بنفس المكان في 28 ديسمبر 1866.